# Denis Espinoza
Denis Jesús Espinoza Camacho (Diriamba, 25 agosto 1983) è un calciatore nicaraguense, portiere del Walter Ferreti.

## Carriera

### Club
Comincia a giocare nel San Marcos. Nel 2004 si trasferisce al Diriangén. Nel 2008 viene acquistato dal Walter Ferreti.

### Nazionale
Ha debuttato in Nazionale nel 2004. Il 18 gennaio 2011, in Nicaragua-Belize (1-1) ha segnato, su rigore, la rete del momentaneo 1-0. Ha partecipato, con la maglia della Nazionale, alla Gold Cup 2009. Ha collezionato in totale, con la maglia della Nazionale, 31 presenze.

## Palmarès

### Club

#### Competizioni nazionali
- Primera División de Nicaragua: 5

Diriangén: 2004-2005, 2005-2006
Walter Ferreti: 2009-2010, 2010-2011, 2014-2015